# Most krále Alexandra (Bělehrad)
Most krále Alexandra (srbsky Мост краља Александра) je bývalý silniční visutý most přes řeku Sávu, který stál v hlavním městě Srbska, Bělehradu.

## Název
Most byl pojmenován po tehdejším králi Alexandru I. Karađorđevićovi, který byl zabit při atentátu v roce 1934.

## Konstrukce
Visutý most o celkové délce 411 m měl hlavní rozpětí o délce 261 m a šířku mostovky 18 m (byl širší než jeho nástupce). Konstrukčně byl podobný jako Mülheimský most v Kolíně nad Rýnem. Do projektu mostu se rovněž chtěl zapojit i Ivan Meštrović, který jej chtěl doplnit o sloupy významných panovníků dějin bývalé Jugoslávie a předchozích států, nicméně tento návrh neuspěl.

## Historie
Jako jedna z vítězných sil první světové války měla Jugoslávie nárok na reparace a rozhodla se je použít na stavbu mostu přes řeku Sávu v Bělehradě. Měl to být první pevný silniční most přes řeku Sávu v metropoli po Starém železničním mostě, který vznikl již v roce 1884.
Most byl vybudován dvěma společnostmi: Gutehoffnungshütte, která měla dodat ocelovou konstrukci, a Société de Construction des Batignolles, která realizovala všechny okolní práce, jakými byly základy mostu, pilíře, nájezdy a chodníky, včetně 4 km dlouhých navazujících komunikací.
Stavba mostu trvala celkem čtyři roky, a to od roku 1930 do roku 1934. Oproti původním plánům se zpozdila, neboť ji zkomplikovalo vyklízení pozemků na staroměstské straně (Savamala). V polovině prosince 1934 se uskutečnily zátěžové zkoušky. Slavnostně byl otevřen dne 16. prosince 1934, při této příležitosti se setkalo velké množství lidí. Na 150 000 lidí jej přešlo první den. Jeho význam byl zpočátku symbolický, neboť na druhé straně řeky (kde dnes stojí Nový Bělehrad) se nenacházela žádná zástavba a vybudování nové části města se teprve předpokládalo.
Most byl zničen na počátku druhé světové války, byl vyhozen do vzduchu jugoslávskou královskou armádou ve snaze zastavit postup německého vojska ze severu a severozápadu. Odstřel mostu byl uskutečněn nešťastně, neboť pod ním právě proplouvala loď, a celá událost si proto vyžádala téměř sto mrtvých. Po obsazení Bělehradu jej Němci nahradili mostem pontonovým.
Po druhé světové válce zde byl vybudován tzv. Brankův most, který slouží do současnosti.